# Stevie Young
Stephen Crawford Young Jr., més conegut com a Stevie Young (Glasgow, Escòcia, 12 de novembre de 1956) és un músic escocès conegut per ser actualment el guitarrista rítmic del grup de rock australià AC/DC, format entre altres pels seus oncles Angus Young i Malcolm Young. Stevie ha reemplaçat aquest últim en més d'una ocasió per problemes de salut, i ho fa permanentment des de l'any 2014.

## Biografia

### Carrera en solitari
Carrera amb AC/DCMembre de diverses bandes anomenades The Stabbers, Prowler i Tantrum, formades a la ciutat de Hawick, als afores d'Escòcia durant la dècada del 1970, Young va compondre dos àlbums a la dècada del 1980 per a Starfighters, format el 1980. Els Starfighters van ser escollits per participar en la gira d'AC/DC Back in Black UK el 1980. Els Starfighters es van separar el 1983 abans de tornar a reunir-se el 1987. Veient que aquesta recomposició no funcionaria, Stevie Young va formar Little Big Horn, la primera demo del qual va ser produïda per Malcolm Young. Se separen perquè és impossible trobar una etiqueta. Aleshores, Stevie forma Up Rising, un grup que també se separarà. El grup Starfighters també se cita al llibre titulat Get Your Jumbo Jet Out of My Airport (Random Notes for AC/DC Obsessives).
El 2009 Young es va convertir en membre de la banda de Birmingham Hellsarockin. L'abril de 2014, Stevie i Pat Hambly dels Starfighters actuen com a trio de blues amb el vocalista Martin Wood en una banda anomenada Blue Murda.

### Carrera amb AC/DC
La connexió AC/DC es remunta a la dècada de 1970 quan Stevie, Angus i Malcolm tocaven la guitarra junts mentre creixien a Sydney, Austràlia. Durant la gira dels Estats Units de 1988 Blow Up Your Video,Stevie va substituir a Malcolm a la guitarra rítmica, mentre que Malcolm estava en rehabilitació per problemes relacionats amb l'alcohol. Molts fans no s'havien adonat d'aquest canvi, a causa de la semblança física de Stevie amb ell.
Entre maig i juny de 2014, Stevie és fotografiat en nombroses ocasions al costat d'Angus Young als estudis Warehouse, on AC/DC està gravant el seu proper àlbum. Va substituir definitivament el seu oncle Malcolm Young a la guitarra rítmica, ja que no formava part de la banda, i no podia tocar la guitarra a causa de la seva malaltia. Malcolm va morir el 18 de novembre de 2017.
Stevie Young va participar en l'enregistrament del nou àlbum d'AC/DC Rock or Bust. Ara membre de ple dret de la banda, apareix a les fotos promocionals oficials de la banda a la tardor de 2014 i participa a la gira mundial Rock or Bust.

## Discografia
- 1981: Starfighters (Jive Records)
- 1983: In-Flight Movie (Jive Records)
- 2014: Rock or Bust (AC/DC)
- 2020: Power Up (AC/DC)